# الفيضلية (الرقة)
الفيضلية قرية سورية تتبع ناحية سلوك في منطقة تل أبيض في محافظة الرقة. بلغ عدد سكانها 197 نسمة في عام 2004 حسب إحصاء المكتب المركزي للإحصاء.